# 世界海事大學
世界海事大學（英語：World Maritime University，縮寫：WMU）是聯合國專門機構國際海事組織於瑞典馬爾摩設立的國際大學，於1983年通過A.501決議成立，旨在透過教育培育海事人才，進一步達成國際海事組織與各成員國的宗旨與目標。

## 歷史
1980年代初，國際海事組織認為國際上缺乏合格的海事人員，該組織於1981年在第十二屆大會上通過A.501決議成立一所國際海事大學。1983年7月4日，國際海事組織與瑞典政府合作，於瑞典南部城市馬爾摩設立世界海事大學。
截至2010年，已有3,040位學生於該校完成學業後畢業。

## 外部連結
- 世界海事大學 （页面存档备份，存于）